# Upper Grey (rivière)
La rivière Upper Grey  (en anglais : Upper Grey River) est un  cours d’eau de la région de la West Coast de l’Île du Sud de la Nouvelle-Zélande .

## Géographie
Comme le nom le suggère, c’est le trajet supérieur de la rivière Grey  et le nom est utilisé pour la section située entre la confluence de la rivière 'Blue Grey',  la 'Brown Grey River' , et Mary Creek dans les Alpes du Sud et la confluence de l’Upper Grey  avec la rivière Little Grey à 25 kilomètres au sud-ouest de Reefton.